# 空丹站
空丹站（英語：Khlong Tan Station）位於泰國的首都曼谷的匯權縣之甘烹碧七街（Kamphaengphet 7 Road）它是泰國國家鐵路的東線之中途站，川行至阿蘭阿巴貼（Aranyaprathet）。地理座標位置為位於北緯13 ° 44 ' 40 “及東經100 ° 35 ' 20 ” 。主要用於曼谷的白領階層在早上及晚上往返郊區。

## 鄰近地點
- 飯店：
  - A One飯店、莫拉克飯店：0.4公里、
  - 阿瑪尼中庭飯店：0.6公里
- 日本索尼的維修服務中心
- 蓮花超級市場

## 外部連結
- 泰國國家鐵路局的官方網頁：(泰文或英文)